# 陳丹誠
陳丹誠（1919年—2009年），山東即墨人。本名衷，號霜餘，別署餘叟、天曉樓主、勞山逸人。戰後渡海抵臺，曾任文化大學美術系教授兼主任、國立藝專美術科教授兼主任等職。:5-8

## 生平事略
1919年12月25日出生於山東省即墨區，於1931年跟隨父親轉往青島，向宮來儀學習古文、數學和語文；後向伊耕莘學習油畫，並於1937年返鄉耕讀，鑽研繪畫與篆刻。1945年追隨項傳遠將軍，從事軍中宣教工作，並以其作品參加各種畫展。:303
第二次國共內戰後，渡臺從事教職:303，於1953年擔任建國中學美術教員，隔年於臺北舉行個展，並於第三屆全省美展獲獎。1958年參加「韜社」，同年應聘為中日文化交流書法展覽會參事鑑查員。後與馬紹文、王展如、林玉山、鄭月波、胡克敏、傅狷夫、季康組成八朋畫會。1966年應國立歷史博物館邀請，參加中國書畫世界巡迴展，並於1972年獲中華民國畫學會金爵獎。:81975年擔任國立藝專美術科主任，隔年應美國聖地牙哥博物館之邀請舉行個展；後於國立歷史博物館國家畫廊舉行特展。:5-81990年擔任國立藝專與法國巴黎高等美術學院交換教授，是台灣第一位在巴黎講學之書畫藝術家。

## 繪畫風格
陳氏繪畫從任伯年、吳昌碩、齊白石三家風格，創作主題多樣，包含人物、花鳥、鱗介、走獸、山水等，亦從事書法、篆刻等創作。其山水畫風格以寫意為主，人物畫接近揚州畫派黃慎風格。:35

## 外部連結
創價藝文 ，墨韻生輝 -陳丹誠紀念展 （页面存档备份，存于）